# Крук, Юрий Борисович
Юрий Борисович Крук (укр. Юрій Борисович Крук; 2 июня 1941, Херсон — 22 мая 2025, Одесса) — украинский политик, народный депутат Верховной Рады Украины II, III, IV, V, VI, VII созывов. Заместитель председателя Комитета ВРУ по транспорту и связи, председатель подкомитета по вопросам морского и речного транспорта. Заслуженный работник транспорта Украины (2011). Академик Транспортной Академии Украины. Вице-президент Всеукраинской общественной организации «Ассоциация потребителей услуг монополий — Антимонопольный союз» (с 2001).

## Образование
Окончил Херсонский судомеханический техникум (1956—1960), судомеханик; Одесский институт инженеров морского флота (1972), инженер-механик.

## Карьера
1960—1962 — моторист, мастер, судомеханик, начальник цеха Одесского рыбзавода.
1962—1966 — служба в ВМФ.
1973—1980 — директор Одесского рыбзавода.
1980—1988 — начальник Ильичевского морского рыбного порта.
1988—1992 — заместитель генерального директора Черноморского ПО рыбной промышленности «Антарктика».
С 1992 — заместитель начальника Главного планово-экономического управления Одесского облисполкома.
С 1992 — заместитель главы по вопросам морехозяйственного комплекса, транспорта и связи Одесской облгосадминистрации.
1993—1995 — заместитель министра транспорта Украины — директор департамента морского и речного транспорта.
Член Комиссии по вопросам морской политики при президенте Украины (1998—2000).
Академик Академии транспорта Украины. Член Политсовета Народно-демократической партии (2002—2005).

### Парламентская деятельность
С 1994 по 1998 годы — народный депутат Украины II созыва от округа № 305, Измаильского избирательного округа Одесской области. Член группы «Независимые». Заместитель председателя Комитета Верховной Рады по вопросам топливно-энергетического комплекса, транспорта и связи.
С 1998 по 2002 годы — народный депутат Украины III созыва от одномандатного избирательного округа № 139 (самовыдвижение). Председатель Комитета по вопросам строительства, транспорта и связи.
С 2002 по 2006 годы — народный депутат Украины IV созыва от одномандатного избирательного округа № 140 (самовыдвижение). Заместитель председателя Комитета Верховной Рады по вопросам строительства, транспорта, жилищно-коммунального хозяйства и связи.
С 2006 по 2007 годы — народный депутат Украины V созыва от «Блока Юлии Тимошенко», № 77 в списке. Член ВО «Батькивщина». Председатель подкомитета по вопросам морского и речного транспорта Комитета Верховной Рады по вопросам транспорта и связи.
C 2007 по 2012 годы — народный депутат Украины VI созыва от «Блока Юлии Тимошенко», № 77 в списке. Заместитель председателя Комитета, председатель подкомитета по вопросам морского и речного транспорта Комитета Верховной Рады по вопросам транспорта и связи.
C декабря 2012 по ноябрь 2014 года — народный депутат Украины VII созыва от одномандатного избирательного округа № 143 (Партия регионов). Член депутатской группы «Экономическое развитие». Заместитель председателя Комитета, председатель подкомитета по вопросам морского и речного транспорта Комитета Верховной Рады по вопросам транспорта и связи. В 2012 году голосовал (попросил засчитать голос после голосования) за скандальный Закон Украины «Об основах государственной языковой политики» — неофициально известный как «Закон Кивалова-Колесниченко», который позже Конституционный Суд признал утратившим силу неконституционным. Голосовал за Диктаторские законы 16 января 2014.
Скончался 22 мая 2025 года в Одессе в возрасте 83 лет.

## Награды

### Ордена
- Орден «За заслуги» всех степеней (III — 1998[7], II — 2002, I — 2011[8]) и «Звезда ордена».
- Орден Богдана Хмельницкого.
- Заслуженный работник транспорта Украины (21 августа 1999)[9].

### Медали
- «За доблестный труд».
- «Ветеран труда».
- «20 лет победы в Великой Отечественной войне 1941—1945 гг.».
- «Защитнику Отечества».
- «Ветеран боевых действий».
- «За трудовую доблесть».
- «20 лет Государственной пограничной службе Украины».

### Ордена УПЦ
- Орден святого равноапостольного великого князя Владимира II, III степени
- Орден святого князя Киевского Ярослава Мудрого
- Орден преподобного Нестора Летописца II, III степени
- Орден преподобного Агапита Печерского ІІІ степени
- Орден великомученика Георгия Победоносца
- Кавалер Международного ордена Николая Чудотворца «За преумножение добра на земле».
- Орден «Рождество Христово»

### Другие награды
- Почётная грамота Верховной Рады Украины.
- Почётная грамота Кабинета Министров Украины (24 февраля 2004)[10].
- Грамота Президиума Верховного Совета РСФСР.
- Почётный гражданин Измаила (2000).
- Почётный гражданин Рени (2005).
- Почётный гражданин Одесской области (2021).

Всего 59 орденов и медалей, почётных наград.

## Семья
- Отец — Борис Миронович (1888—1961).
- Мать — Раиса Кирилловна (1908—1971).
- Жена — Валентина Тимофеевна (1947) — начальник отдела кадров Одесского филиала Украинской академии государственного управления при Президенте Украины.
- Сыновья — Вячеслав Юрьевич (1962); Вячеслав Юрьевич (1968); Борис Юрьевич (1972); Юрий Юрьевич (1978)[11]. 14 внуков.

Мастер спорта СССР.